# Nederlandse Categoriale vakvereniging Financiën
De Nederlandse Categoriale vakvereniging Financiën (NCF) is een Nederlandse vakbond voor werknemers die werkzaam zijn (of inmiddels gepensioneerd) bij de Nederlandse Belastingdienst, de Douane en de dienst Toeslagen.
De NCF is oorspronkelijk opgericht op 24 november 1889. De vereniging is aangesloten bij het Ambtenarencentrum en (internationaal) bij Confederation Européenne des Syndicats Independants (CESI). De bond is onafhankelijk, zonder binding met een bepaalde geestelijke stroming of politieke partij, onder de volledige eerbiediging van de godsdienstige, wereldbeschouwelijke of politieke overtuiging van haar leden. 
Het bestuur bestaat uit negen leden die gekozen zijn door de vereniging. De bestuursleden werken ook bij het Ministerie van Financiën. 
Het doel van de NCF is de behartiging van de belangen van haar leden. Dit doet zij op algemeen niveau door deel te nemen aan overlegstructuren zoals de medezeggenschap in de regio's en kantoren, deelname aan overleg met de directie en door deelname aan de cao-onderhandelingen. Daarnaast kan een individueel lid een beroep doen op individuele belangenbehartiging door professionals. De bond geeft een  magazine voor leden uit dat tot 2010 Finanzien heette, en daarna Bondig.